# Premna resinosa
Premna resinosa là một loài thực vật có hoa trong họ Hoa môi. Loài này được (Hochst.) Schauer miêu tả khoa học đầu tiên năm 1847.